# Werner Friedrich Bonin
Werner F. Bonin (* 18. Juli 1941 in Berlin; † 15. August 1986 ebenda) war ein afro-deutscher Ethnologe, Psychologe und Paranormologe.

## Leben
Bonin wurde in Berlin geboren, wo er auch die Schule besuchte. Er studierte seit 1960 Ethnologie und Psychologie in Tübingen und promovierte dort 1969 mit einer Dissertation über „Ifa und Eshu“, in der er einen ersten Beitrag zur historischen und phänomenologischen Religionsforschung in Westafrika leistete.
Nach seinem Studium war er zunächst als Lehrbeauftragter für philosophische Anthropologie an der Fachhochschule für Sozialwesen in Esslingen tätig. Später unterrichtete er in der Erwachsenenbildung im Raum Stuttgart zu Themen wie Psychologie, Tiefenpsychologie, Völkerkunde, Religionsethnologie und Parapsychologie und war zudem als freier Publizist aktiv. In seinen wissenschaftlichen Arbeiten als Psychologe und Ethnologe setzte er sich insbesondere kritisch mit der Praxis auseinander, das letztlich Unerklärliche lediglich als noch nicht Erklärtes zu betrachten. Bonin starb in Berlin an den Folgen einer Krebserkrankung.

## Publikationen (Auswahl)
- Lexikon der Parapsychologie und ihrer Grenzgebiete. Bern, München: Scherz, 1976;
- Die Götter Schwarzafrikas. Mit e. Liste afrikan. Gottesnamen von John S. Mbiti u. e. Erzählung von Niitse Akufo Awuku. [Abb.: Gerhilde Figge-Alberti …]. Graz: Verl. für Sammler, 1979;
- Die großen Psychologen: von d. Seelenkunde zur Verhaltenswiss.; Forscher, Therapeuten u. Ärzte. Düsseldorf: Econ-Taschenbuch-Verlag, 1983;
- Das Buch der Träume: wie träumen wir? Was träumen wir? Was sagen uns unsere Träume? Was träumt in uns? Frankfurt a. M. [u. a.]: Ullstein, 1984;
- Naturvölker und ihre übersinnlichen Fähigkeiten: von Schamanen, Medizinmännern, Hexen u. Heilern. München: Goldmann, 1986.